# Gärsbo kvarn

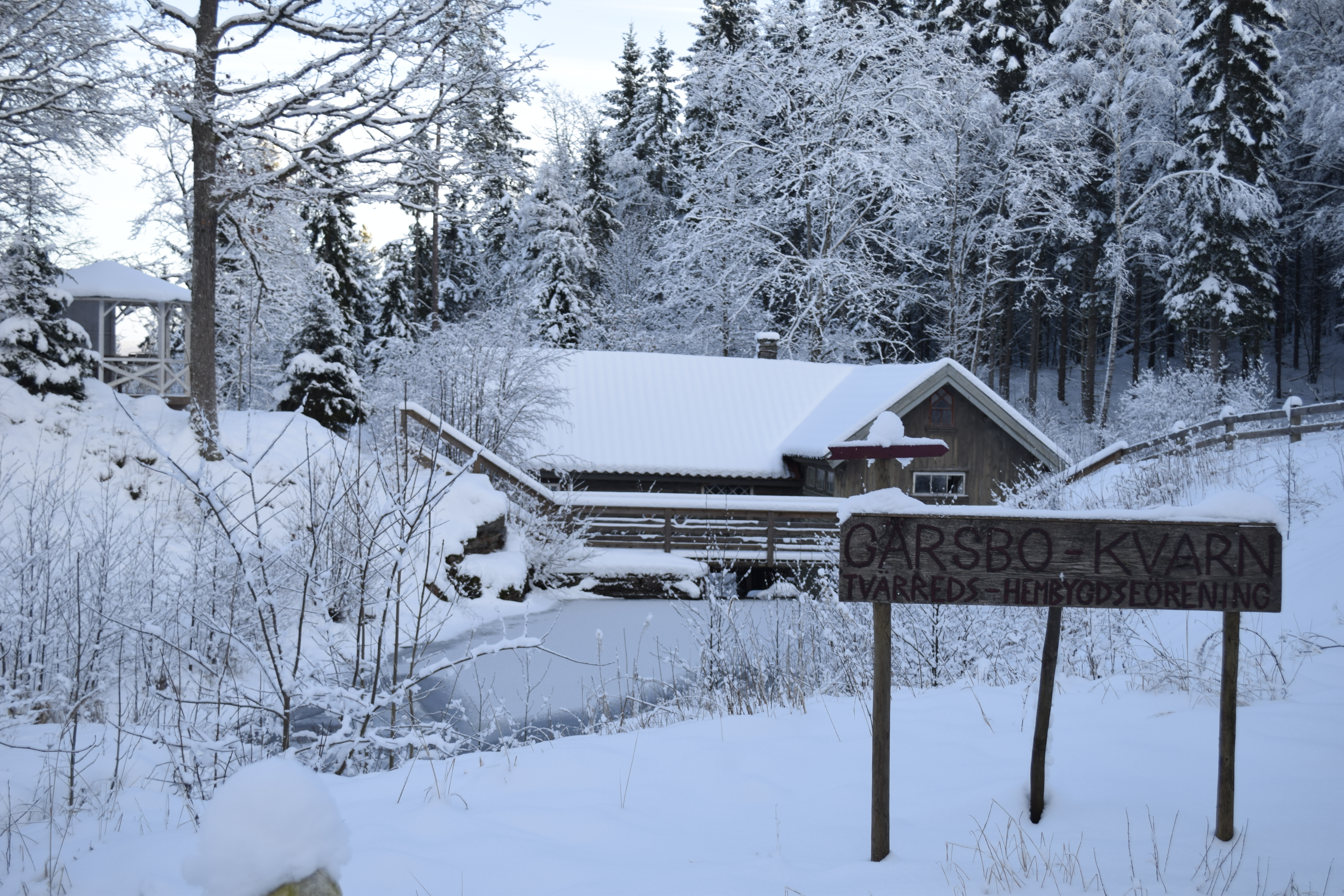

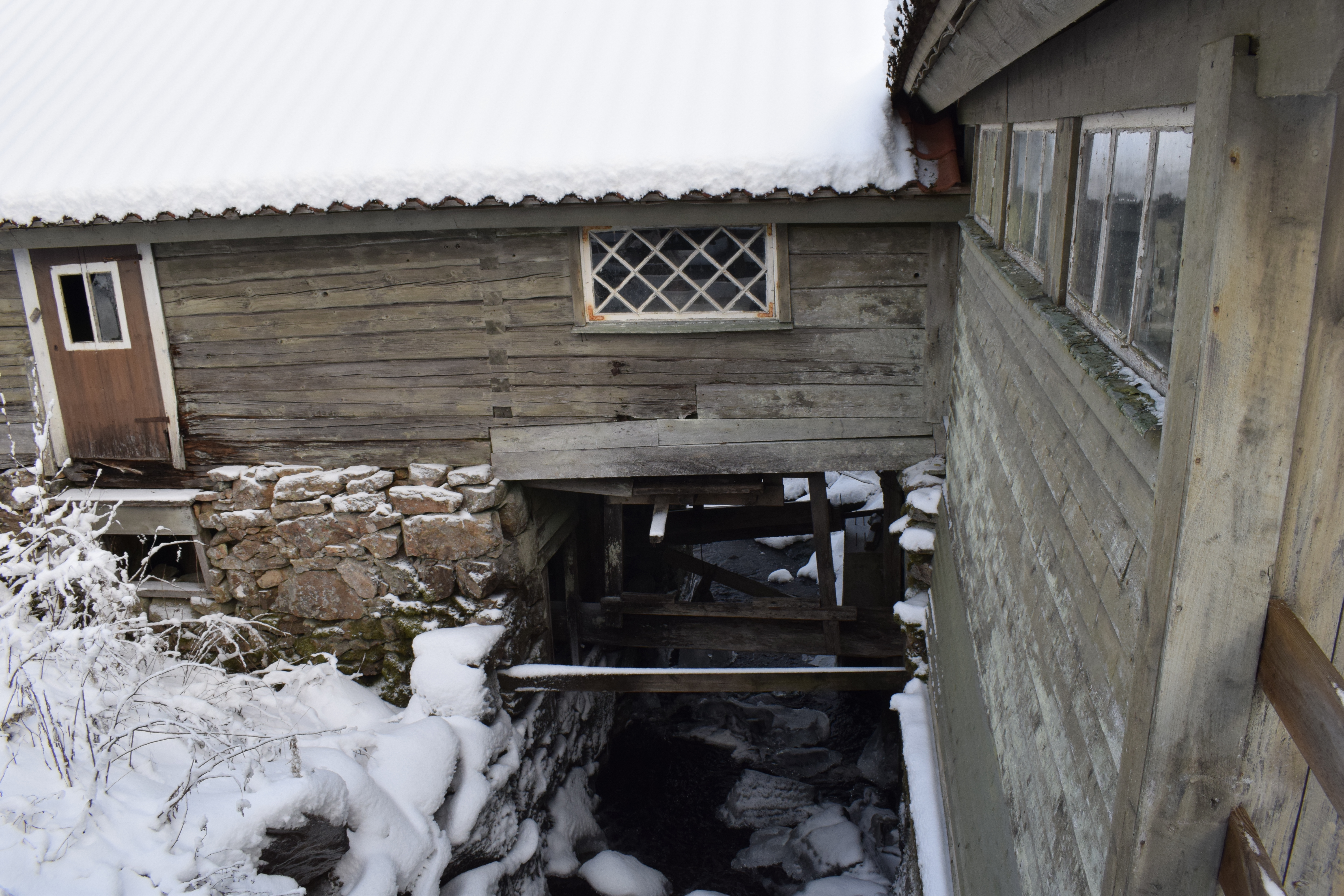

Gärsbo kvarn är en kvarn i Tvärreds socken i Ulricehamns kommun. Det har funnit kvarn vid Gärsbo i olika skepnader sedan 1600-talet. Den nuvarande kvarnen byggdes 1823 nedströms Gärdsbodammen; den renoverades sedan under 1970- och 1980-talet av Tvärreds Hembygdsförening. Kvarnen donerades till den nybildade Hembygdsföreningen år 1964.